# Ib Conradi
Ib Conradi f. Skorup Christensen (29. oktober 1926 i Viby J – 14. juni 1999) var en dansk skuespiller.
Conradi, der var af en cirkusfamilie, blev elev hos Martin Hansen og blev uddannet fra Det Kongelige Teater, Allé Scenen og Odense Teater 1947–1949. Han var tilknyttet flere teatre, og medvirkede også i flerekabareter. Ib Conradi er bror til skuespilleren Bent Conradi.
Han er begravet på Frederiksberg Ældre Kirkegård.

## Filmografi
- De røde heste (1950)
- Smedestræde 4 (1950)
- Den opvakte jomfru (1950)
- Dorte (1951)
- Avismanden (1952)
- Rekrut 67 Petersen (1952)
- I kongens klær (1954)
- Der kom en dag (1955)
- Mod og mandshjerte (1955)